# Centella cordifolia
Centella cordifolia là một loài thực vật có hoa trong họ Hoa tán. Loài này được (Hook.f.) Nannf. mô tả khoa học đầu tiên năm 1924.